# Marc Berger
Pour les articles homonymes, voir Berger (homonymie).
Marc Berger (né le 8 octobre 1943 à Villejuif) est un athlète français spécialiste du 100 et du 200 mètres.
Aux Championnats d'Europe 1966 de Budapest, Marc Berger remporte, en tant que premier relayeur, la médaille d'or du 4 × 100 m aux côtés de Jocelyn Delecour, Claude Piquemal et Roger Bambuck. L'équipe de France, qui établit un nouveau record de la compétition en 39 s 4, devance l'URSS et la RFA.
Triple recordman de France du 4 × 100 m, il a amélioré à deux reprises le record d'Europe de la discipline en 1967 (39 s 1 puis 38 s 9).
Ses records personnels en individuel sont de 10 s 3 sur 100 m (1966) et 20 s 8 sur 200 m (1967). Il compte 17 sélections en équipe de France.
Sa carrière de sprinteur a été arrêtée en raison d'une rupture du tendon d'Achille survenue en 1968 avant les J.O. de Mexico (*).

## Palmarès
| Date | Compétition           | Lieu     | Place | Épreuve   |
| ---- | --------------------- | -------- | ----- | --------- |
| 1966 | Championnats d'Europe | Budapest | 1er   | 4 × 100 m |